# Gaetano Arturo Crocco
Gaetano Arturo Crocco (Nápoles, 26 de octubre de 1877 – Roma, 19 de enero de 1968) fue un oficial, científico y docente italiano, pionero de la aeronáutica y de la propulsión a chorro.
Internacionalmente es reconocido por haber ideado el denominado "Crocco Grand Tour", el primer plan de vuelo interplanetario que preveía la utilización de los campos gravitatorios de la Tierra, Marte y Venus para impulsar una nave entre los tres planetas con un gasto mínimo de combustible en su recorrido.
Así mismo, fue padre de Luigi Crocco, otro gran estudioso de la aerodinámica.

## Biografía
De padre napolitano y madre palermitana, nació en Nápoles pero creció en Palermo, cerca de cuya universidad empezó los estudios de matemáticas y física. En 1897 fue admitido al Colegio de Aplicación de Artillería e Ingeniería de Turín, de donde salió en 1900 con el grado de teniente de Ingenieros.
A las órdenes del general Maurizio Mario Moris y con su collega Ottavio Ricaldoni, en 1907 construyó el primer dirigible italiano, probado al año siguiente sobre el lago de Bracciano, al que siguió una treintena de otros ejemplares utilizados posteriormente en la Primera Guerra Mundial. Proyectó además una espoleta ultrasensibile para proyectiles de artillería, un cañón antiaéreo a 24 bocas de fuego, un cañón de 65 mm para dirigibles (instalado sobre su dorso para defensa antiaérea) y, con el ingeniero Alessandro Guidoni, una bomba teledirigida de guía giroscópica.
En 1908, conjuntamente con el matemático y físico Vito Volterra, fundó el Instituto Central Aeronáutico, en el que se concentraron las actividades de investigación italiana en el campo aeronáutico antes del nacimiento, en 1935, de la Ciudad del Aire, el centro de investigaciones de Guidonia Montecelio, del que fue uno de los principales sostenedores. Gracias a su intervención, fueron propuestas y construidas las galerías aerodinámicas (horizontal, hipersónica y vertical) y el canal a escala de pruebas navales, instalaciones que permanecieron durante muchos años entre las mejores al mundo, y que permitieron a Italia alcanzar el liderazgo en el campo aerodinámico.
Fue primero profesor y después rector de la Universidad de Roma en 1926, integrado en el Colegio de Ingeniería Aeronáutica (rebautizado posteriormente como Colegio de Ingeniería Aeroespacial). En 1935 organizó en Italia el Congreso Volta, que contó con la asistencia de los mayores expertos de aeronáutica del mundo, y que constituyó el prototipo de los grandes congresos aeroespaciales de la posguerra. Ingresó en la Academia de Italia y en la Academia Nacional dei Lincei.
Todo este trabajo en el campo de la didáctica y de la investigación permitió a Italia producir un cúmulo de investigadores y jóvenes científicos de primer orden en el campo aeronáutico, entre los que se puede citar a su hijo Luigi Crocco, a Antonio Ferri y a Enrico Pistolesi. Son dignas de reconocimiento sus contribuciones en el campo de la mecánica del vuelo, especialmente en los campos de la inestabilidad trasversal, en los métodos para la determinación de la autonomía, al igual que sus futuros artículos en el campo astronáutico.
Casado la baronesa Bice Patti del Piraino, con quien tuvo 7 hijos. Su tercer hijo Luigi (conocido como Gino) siguió la carrera de su padre y se convertiría el mismo en un científico importante.

## Actividades aeronáuticas y espaciales
Crocco fue pionero tanto en el sector aeronáutico como en el espacial. En 1898 fue nombrado subteniente de Ingenieros en el Colegio de Aplicación de Artillería e Ingeniería, siendo asignado al 3.º Regimiento (telegráfico). Conoció en aquel periodo al capitán Mario Maurizio Moris, comandante de la Brigada Especialista y apasionado de la aeronáutica, que intuyó las potencialidades de Crocco e inició con él una larga colaboración. La Brigada utilizaba el lago de Bracciano para hacer experimentos con aerostatos y Moris llamó a Crocco a colaborar con él. En 1904 Crocco comienza a ocuparse de los dirigibles y en 1906 proyecta con Ottavio Ricaldoni el dirigible 1, caracterizado por una revolucionaria estructura semirrígida articulada en la parte inferior de la aeronave. 
Con una versión mejorada y dotada de timón automático e indicadores de ruta (el “N1”), Crocco efectúa el 31 de octubre de 1908 un vuelo de ida y vuelta de Vigna de Valle a Roma, cubriendo 80 kilómetros en alrededor de una hora y media. Su dirigible se convierte así en la primera aeronave en sobrevolar la Capital, a 500 metros de altura.
En 1912 Crocco y Rinaldoni probaron, siempre en Bracciano, un hidroplano, mientras que con otros estudiosos, entre los que figuraba el famoso explorador ártico Umberto Nobile, continúa desarrollando dirigibles (hasta 1921). A la vez que se dedicaba al estudio de las hélices, en 1914 construyó en Roma un galería aerodinámica en circuito cerrado. En 1923 comenzó a interesarse por la problemática del vuelo espacial, de la propulsión a reacción y de los combustibles para cohetes. En 1927 la Institución Experimental Aeronáutica, donde Crocco trabajaba, obtuvo una financiación de 200 000 liras de entonces (equivalentes a unos 130 000 euros de 2010) para iniciar estudios sobre cohetes de pólvora, con los que efectuó lanzamientos experimentales en un campo especial de pruebas de la BPD en Segni, cerca de Roma. Sucesivamente se dedica a la propulsión con propelentes líquidos, diseñando la primera cámara de combustión italiana, que experimenta con su hijo Luigi Crocco en 1930. Tras la guerra, la falta de interés y de fondos, obligó a Crocco a apartarse momentáneamente de estos intereses.
Mientras tanto se dedicó a actividades académicas, primero como docente y después como presidente del Colegio de Ingeniería Aeronáutica, cargo que ocupó desde 1935 hasta 1942,  y desde 1948 hasta 1952, año en el que fue sustituido por Luigi Broglio. En estos años de investigación y de enseñanza, Crocco inventó e hizo realizar numerosas instalaciones e instrumentos innovadores, hasta el punto de que se difunde entre sus estudiantes la rima “Todo lo que veo o toco, lo ha inventado Arturo Crocco”. El testimonio de su actividad quedó plasmado en una cincuentena de patentes y en más de un centenar de publicaciones.
Después la Segunda Guerra Mundial Crocco volvió a dedicarse a los misiles y a la astronáutica, fundando en 1951 la Asociación Italiana de Cohetes (AIR), con el propósito de reunir a los apasionados del sector, e instituyendo en 1950, cerca del Colegio de Ingeniería Aeronáutica, el Curso Informativo de Balística Superior, disertando él mismo sobre la propulsión, los satélites y sus trayectorias. En 1951, diez años antes del vuelo de Yuri Gagarin, pronunció una conferencia sobre las cuestiones relacionadas con el reentrada de naves en la atmósfera. Posteriormente proyectó un vector de propulsión con etapas paralelas en vez de superpuestas, solución futurista por entonces. Finalmente, en 1956, Crocco por entonces octogenario, presentó en el Congreso Astronáutico Internacional de la IAF (celebrado en Roma) una memoria con el título “Viaje exploratorio de un año Tierra-Marte-Venus-Tierra”, basado sobre la explotación del campo gravitacional de Marte y de Venus para reducir el tiempo del viaje. La importancia de tal intuición, conocida técnicamente en la actualidad como asistencia gravitatoria (en inglés gravity assist o swing-by), fue tal que en los años siguientes la NASA, comprendiendo la importancia de esta técnica, en sus recomendaciones para el proyecto de viajes a otros planetas recomendaba que su estudio se basara en la “Crocco Mission”, adaptando a cada caso las maniobras de impulsión gravitatoria descritas por Crocco en su memoria.

## La "Crocco Mission" o "Crocco Grand Tour”"

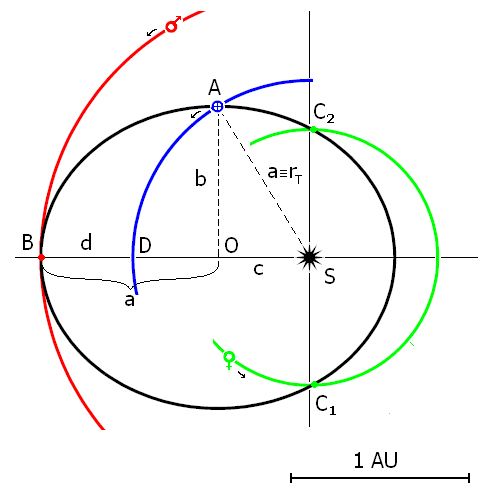
Esquema simplificado del Crocco "Grand Tour". En negro está indicada la trayectoria prevista por Crocco para el vehículo espacial, en azul, rojo y verde están representadas respectivamente las órbitas de la Tierra, de Marte y de Venus. Está indicada la posición de los planetas en el momento del lanzamiento (con los respectivos símbolos astronómicos) y los puntos de encuentro espacial.

Basándose en la órbita de transferencia de Hohmann, Arthur C. Clarke había foemulado la hipótesis de que un viaje Tierra-Marte con mínimo consumo de carburante habría requerido 259 días y una permanencia sobre el planeta rojo de 425, para permitir un nuevo alineamiento que permitiera el viaje de vuelta con un bajo consumo, siempre de 259 días. Crocco considera esta duración demasiado larga y propone, sobre la base de sus propios cálculos, explotar la gravedad de Marte para efectuar un sobrevuelo del planeta sin aterrizaje, demostrando que la gravedad marciana desviaría la trayectoria de la astronave relanzándola hacia la Tierra; con este sistema el viaje de ida y vuelta duraría apenas un año, pero con el inconveniente de que el sobrevuelo de Marte debería ser hecho a más de un millón de kilómetros de distancia del planeta rojo, permitiendo una reducida calidad de las observaciones. Sin embargo, afirmaba Crocco, si en vez de hacia la Tierra la astronave fuera relanzada hacia Venus, el sobrevuelo de Marte podría realizarse a una cota muy inferior, y los astronautas tendrían la oportunidad de observar también Venus a la vez durante el viaje, con el recorrido Tierra-Marte efectuado en 113 días, el Marte-Venus en 154 y el Venus-Tierra en 98. Crocco calculó también que la primera ocasión útil para un viaje parecido, conocido también como el “Crocco Grand Tour”, se presentaría en 1971.
Las maniobras de asistencia gravitatoria son ahora parte integrante de todas las misiones interplanetarias.

## Reconocimientos
- En su memoria se han designado el asteroide (10606) Crocco y el cráter lunar Crocco.[2]
- Su proyecto de misión espacial entre la Tierra, Marte y Venus es conocido como el "Crocco Grand Tour".

## Publicaciones
- Gaetano Arturo Crocco, Giro esplorativo di un anno Terra-Marte-Venere-Terra, in Rendiconti del VII Congresso Internazionale Astronautico, Roma, settembre 1956, pagg. 201-225; pubblicato in "Astronautica", Associazione Scienze Astronautiche, Torino, 1957. Traduzione inglese di Glauco Partel: One-Year Exploration-Trip Earth-Mars-Venus-Earth, Gaetano A. Crocco, paper presented at the Seventh Congress of the International Astronautical Federation, Rome, Italy, in Rendiconti cit., Roma, 1956, pp. 227-252. Rist. in Gaetano Arturo Crocco, Opere pubblicate a cura dell'Accademia nazionale dei Lincei, Roma, Accademia nazionale dei Lincei, 1978, vol. 3, pp. 354-375
- Gaetano Arturo Crocco, Il momento astro-cosmonautico, in Il mondo della tecnica, sotto la direzione di Gustavo Colonnetti, vol. 5 Le recenti conquiste della tecnica, Torino, UTET, 1962, pp. 255-303
- Gaetano Arturo Crocco, Opere pubblicate a cura dell'Accademia nazionale dei Lincei, Roma, Accademia nazionale dei Lincei, 1978, 3 volumi, con biografia e bibliografia (1904-1962)